# Kimagure Orange Road

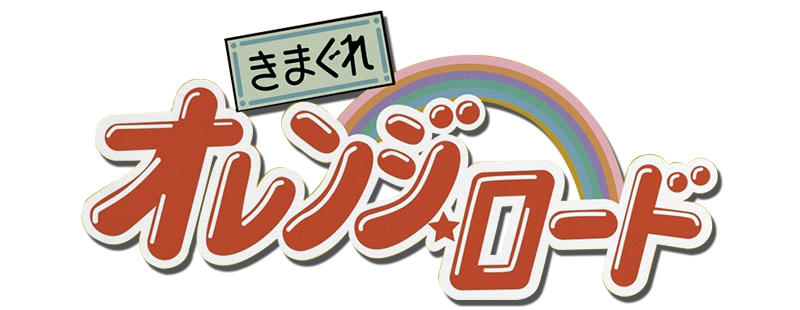
Kimagure Orange Road Anime-Logo

Kimagure Orange Road (jap. きまぐれオレンジ☆ロード Kimagure Orenji Rōdu) ist eine Manga-Serie von Izumi Matsumoto, die von 1984 bis 1987 erschien und etwa 3200 Seiten umfasst. Sie wurde auch als Animeserie, in Romanen und als Hörspiel umgesetzt.
Die romantisch-komische Geschichte richtet sich vorwiegend an ein jugendliches, männliches Publikum, lässt sich also der Shōnen-Gattung zuordnen. Die Serie handelt von einer Dreiecksbeziehung zwischen der Hauptfigur, dem unentschlossenen Kyosuke Kasuga mit einer außersinnlichen Wahrnehmung, Madoka Ayukawa, einem lebhaften Mädchen mit turbulenter Vergangenheit, und Hikaru Hiyama, Madokas bester Freundin. Kyosuke verliebt sich in Madoka, die seine Gefühle erwidern will, aber wegen der Verwicklung mit Hikaru nicht kann.

## Handlung
Der fünfzehnjährige Kyōsuke Kasuka (春日恭介) zieht in eine neue Stadt, da die „Power“, die Kraft, die für seine übernatürlichen Fähigkeiten verantwortlich ist, entdeckt wurde. Kyōsuke und seine Familie (bis auf seinen Vater) haben eine außersinnliche Wahrnehmung und können beispielsweise Telekinese, Teleport und Hypnose anwenden.
In der neuen Stadt macht Kyōsuke Bekanntschaft mit einem Mädchen, in das er sich gleich verliebt. Am nächsten Tag stellt sich heraus, dass dieses in seiner neuen Klasse ist. Madoka Ayukawa (鮎川まどか), so der Name des Mädchens, trägt den Ruf einer Rebellin und lässt es ihn spüren.
Hikaru Hiyama (檜山ひかる), die Freundin von Madoka, verliebt sich in Kyōsuke, als sie sieht, wie er die „Power“ verwendet (ohne zu erkennen, dass die „Power“ übersinnlich ist), und trägt dies auch öffentlich zur Schau. Die Liebe ist jedoch einseitig. Auch Madoka verliebt sich nach und nach in Kyōsuke und es entsteht eine klassische Dreierbeziehung. Kyōsuke, der im Umgang mit Mädchen recht schüchtern ist, ist in Madoka verliebt, traut sich aber nicht, die „Power“ zu benutzen, um sie für sich zu gewinnen, da er das als Betrug ansähe.
Die Freundschaft bzw. der häufige Umgang mit Kyōsuke bewirkt bei Madoka eine Sozialisierung. Beispielsweise hört sie mit dem Rauchen auf.

## Veröffentlichungen
Die Manga-Serie erschien ab März 1984 in Einzelkapiteln wöchentlich im japanischen Manga-Magazin Shōnen Jump, das zu dieser Zeit eine Auflage von über vier Millionen hatte und damit das meistverkaufte Manga-Magazin war. Im September 1987 schloss man die Serie auf Wunsch des Magazins hin mit einem abrupten Ende ab. Der Shūeisha-Verlag brachte diese Einzelkapitel von Oktober 1984 bis Juli 1988 auch in achtzehn Sammelbänden heraus. Später kam eine Bunkoban-Neuauflage in zehn Bänden heraus.
Der Manga erschien auf Französisch bei J'ai Lu, auf Spanisch bei Glénat España und Chinesisch bei Sharp Point Press. Eine italienische Fassung wurde zunächst von Edizioni Star Comics, dann von J-Pop herausgegeben.

## Adaptionen

### Anime-Verfilmungen
Das Studio Pierrot produzierte eine Anime-Fernsehserie auf Basis des Mangas von Izumi Matsumoto. Diese besteht aus 48 Episoden mit je einer Lauflänge von etwa 25 Minuten. Regie führte Osamu Kobayashi, das Drehbuch schrieb Sukehiro Tomita. Auf dem Fernsehsender NTV wurden die 48 Folgen vom 6. April 1987 bis zum 7. März 1988 erstausgestrahlt.
Es folgten acht weitere Episoden, die 1989 und 1991 als Original Video Animation (OVA) direkt auf VHS veröffentlicht wurden, sowie zwei Kinofilme, die 1988 und 1996 erschienen.
Die Fernsehserie lief unter dem Titel Max et Compagnie mehrmals im französischen Fernsehen. Die Erstausstrahlung fand 1990 in der Zeichentricksparte Youpi ! L'école est finie des Fernsehsenders La Cinq statt. Im italienischen Fernsehen war der Anime ab 1989 unter dem Titel È quasi magia Johnny zu sehen.
| Rolle          | Japanischer Sprecher (Seiyū) |
| -------------- | ---------------------------- |
| Madoka Ayukawa | Hiromi Tsuru                 |
| Kyōsuke Kasoga | Tōru Furuya                  |
| Hikaru Hiyama  | Eriko Hara                   |

### Romane
Unter dem Titel Shin Kimagure Orange Road (新きまぐれオレンジ★ロード) publizierte Shūeisha von 1994 bis 1997 drei Romane zur Manga-Serie. Diese wurden von Kenji Terada in Zusammenarbeit mit Izumi Matsumoto geschrieben. Terada hatte bereits das Konzept zur Anime-Fernsehserie entworfen und bei einzelnen Episoden die Regie übernommen.

### Hörspiele
Die Geschichte wurde auch in einer von Shō Aikawa dramatisierten Hörspiel-Fassung, die sich mehr am Anime als am Manga orientiert, veröffentlicht. Sie besteht aus fünf CDs.

## Rezeption
Die Manga-Sammelbände von Kimagure Orange Road verkauften sich in Japan über zwanzig Millionen Mal.
Die Anime-Serie sprach, wie zur selben Zeit etwa auch Maison Ikkoku, vor allem die Zuseher an, die schon die Serie Urusei Yatsura (1981–1986) mochten. Da die Fans von Urusei Yatsura älter wurden, verlegte sich ihr Interessensschwerpunkt in Animes von witziger auf romantische Unterhaltung. Sowohl bei Urusei Yatsura als auch bei Maison Ikkoku und Kimagure Orange Road gestaltete Akemi Takada die Charakterdesigns.